# دانشگاه اشتوتگارت

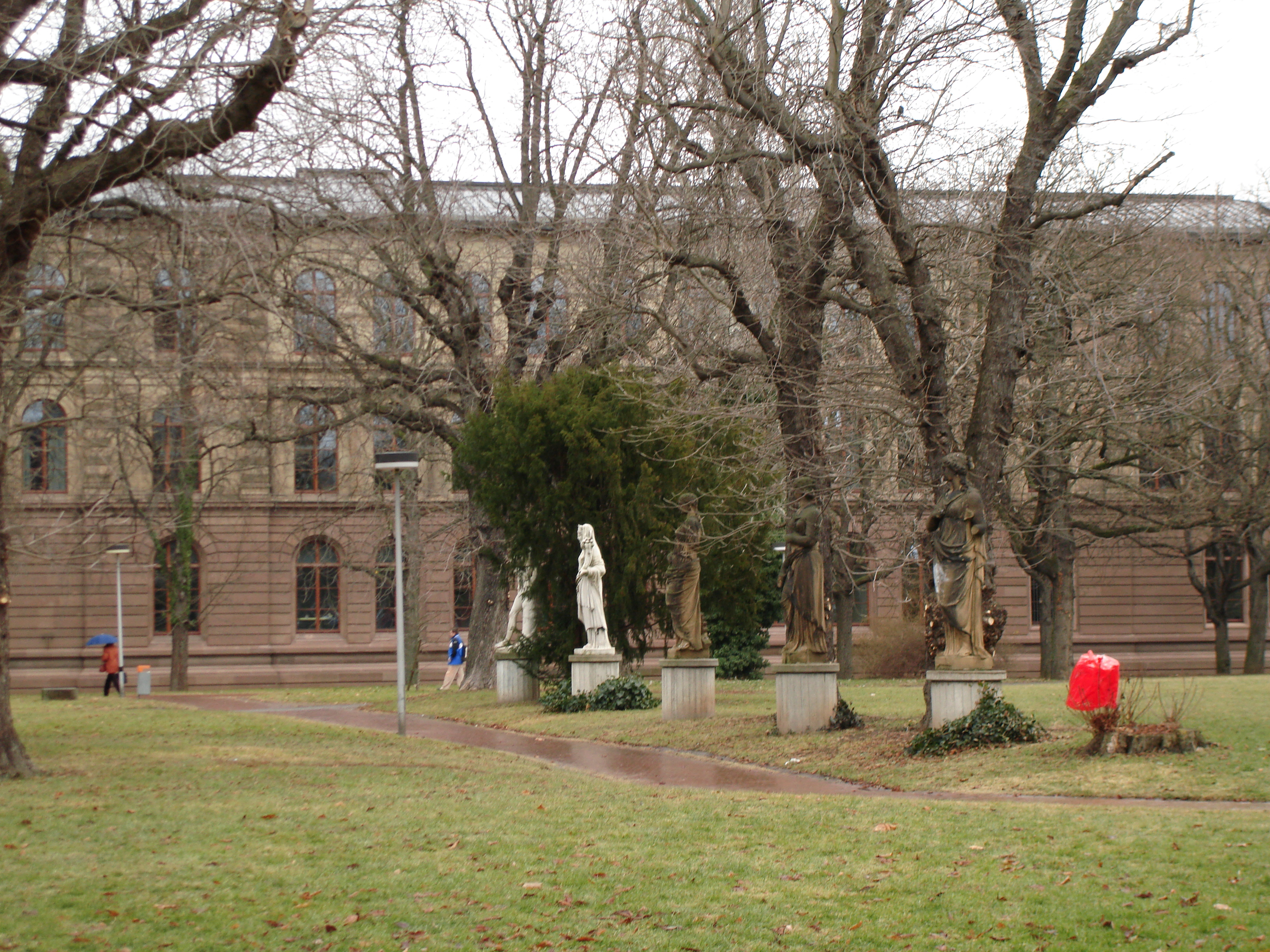
محوطه دانشگاه

دانشگاه اشتوتگارت (به آلمانی: Universität Stuttgart) یک دانشگاه تحقیقاتی دولتی در اشتوتگارت واقع در ایالت بادن-وورتمبرگ آلمان است که در سال ۱۸۲۹ میلادی بنیان‌نهاده شده‌است. این دانشگاه با بیش از ۲۶٬۰۰۰ دانشجو یکی از دانشگاه‌های معتبر کشور آلمان است. این دانشگاه عضو انجمن موسسات فناوری آلمان (TU9) بوده و از موسسات پیش‌روی آلمانی در زمینه فناوری به‌شمار می‌رود.

## دانشکده‌ها
دانشگاه اشتوتگارت دارای ۱۰ دانشکده می‌باشد.
- دانشکده معماری و برنامه‌ریزی شهری
- دانشکده مهندسی عمران و علوم محیط زیستی
- دانشکده شیمی
- دانشکده فناوری انرژی و زیست‌فناوری
- دانشکده مهندسی برق، علوم رایانه و فناوری اطلاعات
- دانشکده مهندسی هوافضا و زمین‌سنجی
- دانشکده طراحی، ساخت و فناوری خودرو
- دانشکده ریاضیات و فیزیک
- دانشکده فلسفه و تاریخ
- دانشکده علوم اقتصادی و علوم اجتماعی